# 蒼魮
蒼魮（学名：Barbus pallidus）為輻鰭魚綱鯉形目鯉科的其中一個種。分布於非洲南非，體長可達7公分。棲息在岩石底質，水質清澈的溪流，繁殖期在夏季，雌魚會將魚卵產在水草上，可做為觀賞魚。

## 扩展阅读
維基物種上的相關：蒼魮